# Baldric de Friül
Baldric o Balderic (Baldericus) va ser duc de Friül (Foroiuliensis dux) a partir del 819, quan va reemplaçar a Cadalau segons Thegan de Trier (Tegan de Trèveris) en la seva Vita Hludovici Imperatoris, i fins a 828, quan va ser remogut del seu càrrec: fou l'últim duc de Friül.
Baldric era un llegat imperial l'any 815, quan va marxar a Zelanda amb un exèrcit de saxons i obotrites per restaurar el deposat rei de Dinamarca, Harald Klak.
Com governant de Friül van continuar la guerra iniciada per Baldric contra Ljudevit Posavski (Liudovitus), el líder (dux) dels croats Panonia. Va tenir èxit en l'expulsió del territori imperial de Ljudevit. Ell i un comte de nom Gerold també van fer la guerra als àvaros per ordre de Bertric, comte de palau, el 826.
Amb Jordi, prevere de Venècia, va portar un òrgan hidràulic a Aquisgrà el 826.
El 828, Baldric va ser deposat com a duc de Friül pel seu fracàs en haver establert una defensa eficaç contra els búlgars durant la seva invasió del 827, i el ducat va ser dividit en quatre comtats. Finalment, els comtats es van unir sota una marca (marcgraviat), i el ducat ja mai seria restaurat.